# Liste der Mitglieder der Badischen Ständeversammlung beim vierten außerordentlichen Landtag 1897
Diese Liste umfasst die Mitglieder der Ständeversammlung des Großherzogtums Baden für die Sessionen des vierten außerordentlichen Landtags wegen der Umwandlung von 4%igen Staatsanleihen in 3,5%ige Staatsanleihen. Die Eröffnung fand am 11. Januar 1897 statt. Die Schlusssitzung fiel auf den 18. Januar 1897. Insgesamt fanden zwei Sitzungen der Ersten Kammer und drei Sitzungen der Zweiten Kammer statt.

## Präsidium der Ersten Kammer
Präsident: Prinz Wilhelm von Baden 

1. Vizepräsident: Freiherr Franz von Bodman 

2. Vizepräsident: Geheimer Kommerzienrat Philipp Diffené 

## Mitglieder der Ersten Kammer

### Prinzen des Hauses Baden
- Erbgroßherzog Friedrich von Baden (war nie anwesend)
- Prinz Wilhelm von Baden (war nie anwesend)
- Prinz Maximilian von Baden (war nie anwesend)
- Prinz Karl von Baden

### Standesherren
- Fürst Max Egon zu Fürstenberg
- Fürst Ernst zu Leiningen (war nie anwesend)
- Fürst Erwein von der Leyen (war nie anwesend)
- Fürst Ernst zu Löwenstein-Wertheim-Freudenberg (war nie anwesend)
- Fürst Karl zu Löwenstein-Wertheim-Rosenberg (war nie anwesend)
- Graf Karl Polykarp zu Leiningen-Billigheim (war nie anwesend)

### Vertreter der katholischen Kirche
- Justus Knecht,[3] Weihbischof, Verweser des Erzbistums Freiburg (war nie anwesend)

### Vertreter der evangelischen Landeskirche
- Friedrich Wilhelm Schmidt, Prälat der Evangelischen Landeskirche

### Vertreter des grundherrlichen Adels

#### Oberhalb der Murg
- Freiherr Franz von und zu Bodman
- Freiherr Richard von Böcklin
- Graf Konstantin von Hennin
- Freiherr Wilhelm von Röder, General z. D.

#### Unterhalb der Murg
- Freiherr Wilhelm von Gemmingen, General der Kavallerie z. D.
- Freiherr Ernst August Göler von Ravensburg
- Graf Raban von Helmstatt
- Freiherr Albrecht Rüdt von Collenberg-Bödigheim, Landgerichtsrat

### Vertreter der Landesuniversitäten
- Georg Meyer,[3] Geheimer Hofrat, Vertreter der Universität Heidelberg
- Gustav Rümelin,[3] Hofrat, Vertreter der Universität Freiburg

### Vom Großherzog ernannte Mitglieder
- Richard Schneider,[3] Geheimrat, Oberlandesgerichtspräsident
- August Joos, Geheimrat, Präsident des Verwaltungsgerichtshofs
- Freiherr Ferdinand von Bodman, Gutsbesitzer, Gesandter
- Carl Engler,[3] Geheimer Hofrat
- Philipp Diffené, Geheimer Kommerzienrat
- Ferdinand Sander, Geheimer Kommerzienrat
- Ferdinand Scipio, Kommerzienrat
- Karl Krafft, Fabrikant, Kommerzienrat

## Präsidium der Zweiten Kammer
Präsident: Albert Gönner

1. Vizepräsident: Georg Karl Lauck 

2. Vizepräsident: Hermann Klein

## Die Mitglieder der Zweiten Kammer
Die Mitglieder der Zweiten Kammer beim vierten außerordentlichen Landtag waren dieselben wie beim 37. Landtag in den Jahren 1895 und 1896. Lediglich das verstorbene Mitglied Heinrich August Wittmer wurde durch den im 50. Wahlbezirk (Eppingen, Sinsheim) nachgewählten Abgeordneten Philipp Reichardt ersetzt.

## Belege und Anmerkungen
1. ↑   Ludwig Bauer, Bernhard Gißler: Die Mitglieder der Ersten Kammer der Badischen Ständeversammlung von 1819 – 1912. Fidelitas, Karlsruhe 1913, 5. Auflage, S. 56
2. ↑   Adolf Roth und Paul Thorbecke: Die badischen Landstände. Landtagshandbuch. Verlag der G. Braunschen Hofbuchdruckerei, Karlsruhe 1907, S. 272
3. 1 2 3 4 5 6  Dieser Mandatsträger ist in den amtlich veröffentlichten Abgeordnetenlisten als promovierter Akademiker ausgewiesen, d. h. dort üblicherweise mit einem vor dem Namen stehenden Doktor-Grad verzeichnet